# Uppland
L'Uppland (prononciation en suédois : [ˈɵ̌pːland]; parfois écrit Uplande en français) est une province historique de Suède, située sur la côte est. Elle est bordée à l'est par la mer Baltique, au sud par le lac Mälar et au nord par le fleuve Dalälven. Après les dernières glaciations, l'essentiel de la région était sous les eaux. Mais, à la faveur du rebond post-glaciaire, les terres ont émergé, découvrant ainsi des vastes plaines rendues fertiles par les sédiments déposés depuis l'ère glaciaire. De ce fait, le paysage est essentiellement plat, à l'exception de la côte est et des rives sud du lac, qui présentent un terrain plus découpé et aussi moins fertile. Cette variété de terrain implique une certaine variété de milieux naturels, même si une grande partie de la superficie de la province est cultivée.
Les plaines fertiles de l'Uppland ont favorisé l'installation des peuples humains dès l'âge de la pierre. De fait, la province est l'une des plus riches en vestiges préhistoriques de toute la Suède. C'est aussi le berceau de la Suède, étant probablement le site d'origine de la tribu des Suiones qui formeront plus tard le royaume suédois. Ainsi, Gamla Uppsala, au cœur de la province était un des sites majeurs du culte religieux suédois à la fin de l'âge du fer, et Sigtuna est l'une des premières villes de Suède. Au cours du Moyen Âge, les centres religieux et de pouvoir suédois seront déplacés à Uppsala et Stockholm, tous deux dans la province (en partie seulement dans le cas de Stockholm), et le pouvoir d'élire le roi était entre les mains des habitants de la province. La première université de Suède, l'université d'Uppsala s'installera dans la région. À partir du XVIe siècle, l'Uppland bénéficiera d'une plus grande centralisation du pouvoir, qui s'installe définitivement à Stockholm, et connaîtra une période de croissance économique, en particulier grâce à l'industrie du fer, avec des mines importantes et de nombreuses forges. Depuis le XXe siècle, cette activité a fortement régressé, et la province vit surtout d'une économie de service et de la connaissance.
Étant le cœur historique de la Suède, les éléments culturels de la province sont essentiellement ce que l'on associe à la culture suédoise. En particulier, le dialecte de l'Uppland est très proche du suédois standard. La province possède aussi, du fait de sa richesse historique, un important patrimoine architectural, avec en particulier un grand nombre de châteaux et manoirs.
Depuis 1634, les provinces historiques n'ont plus aucun rôle administratif, ce rôle étant transféré aux comtés. Le territoire de l'Uppland correspond approximativement à celui du comté d'Uppsala et le nord du comté de Stockholm, mais avec quelques sections des comtés de Gävleborg, de Södermanland et de Västmanland.

## Toponymie
Le nom Uppland pourrait signifier le territoire (land) situé à l'intérieur des terres, ce qui tendrait à croire que ce nom ne s'appliquait initialement pas à la bande côtière. Une autre possibilité est qu'il provienne d'une contraction de Uppsvealand, qui signifierait partie supérieure du Svealand.

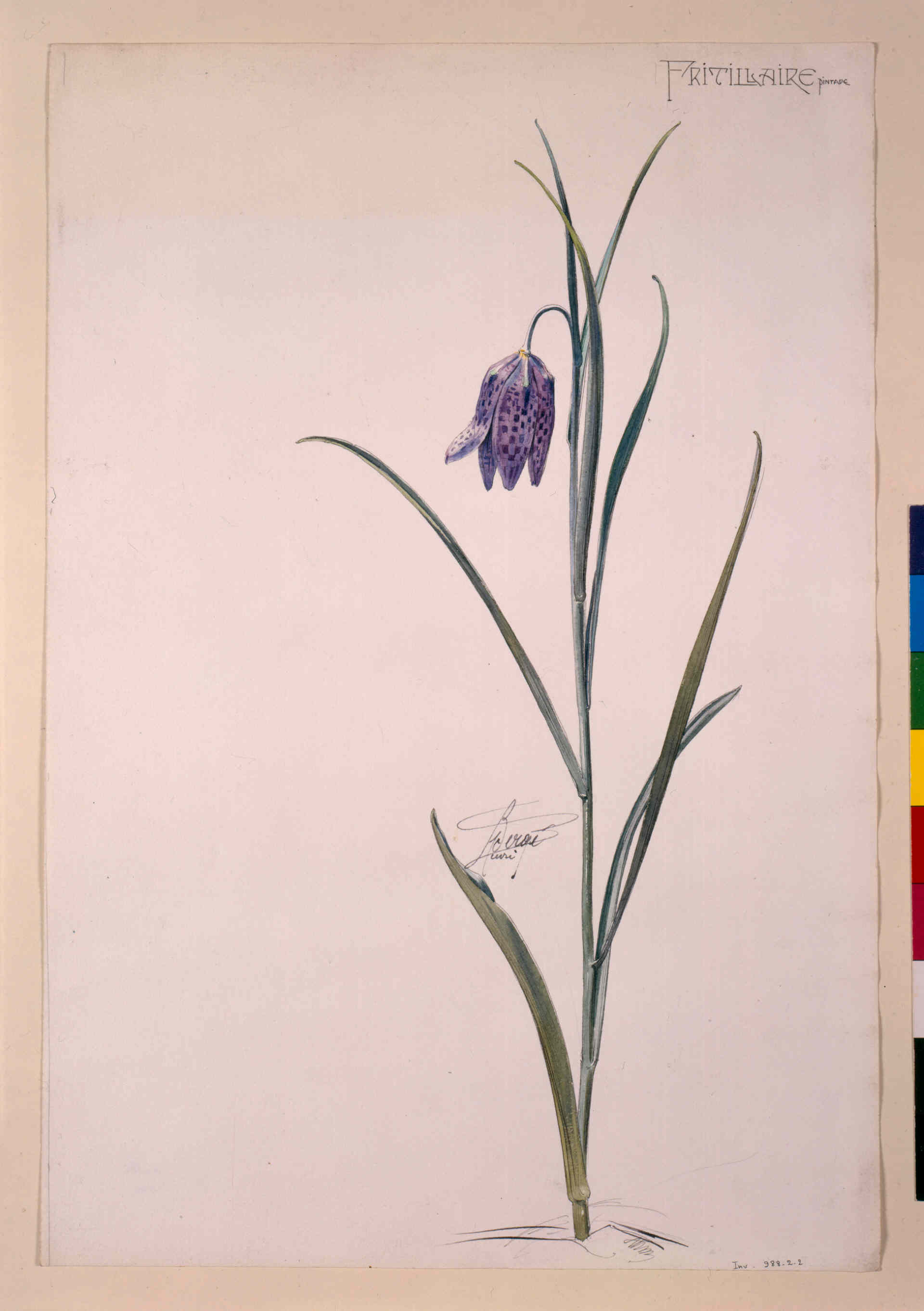
Fritillaire pintade.

## Héraldique et symboles
Le blason de l'Uppland est un orbe doré sur un fond rouge. La présence de ce symbole royal est due au fait que le pouvoir royal a toujours résidé dans cette province, qui est véritablement le cœur historique du royaume.
Comme toutes les provinces, l'Uppland possède comme symbole officiel une plante et un animal, auquel se sont rajoutés de façon moins officielle un insecte, une pierre, un poisson, un champignon et un oiseau. La fleur de la province est la Fritillaire pintade, dont le nom suédois kungsängslilja dérive de la prairie Kungsängen, près d'Uppsala. L'animal officiel, qui est aussi l'oiseau de la province, est le pygargue à queue blanche. Les autres symboles sont l'insecte Cucujus vermillon (Cucujus cinnaberinus), la roche Hälleflinta, le poisson Aspe et le champignon cèpe de bordeaux.

## Géographie

### Situation et limites
L'Uppland est situé sur la côte est de la moitié sud de la Suède. La province est délimitée à l'est par la mer Baltique, au sud par le lac Mälar, au nord par le fleuve Dalälven. Elle est bordée par la province de Gästrikland au nord, de Västmanland à l'ouest et de Södermanland au sud. La frontière sud de la province traverse Stockholm en son centre.
L'Uppland comprend l'intégralité du comté d'Uppsala et la partie nord du comté de Stockholm ainsi que des petites sections des comtés de Gävleborg, de Södermanland et de Västmanland.
Les limites de la province ont peu changé depuis le Moyen Âge, à l'exception d'Ekerö qui fut transféré sous Gustave Ier Vasa depuis le Södermanland. De même, la frontière au niveau de Stockholm a quelque peu évolué, étant initialement au sud de Södermalm avant de passer plus au nord au niveau de Stadsholmen.

### Géomorphologie

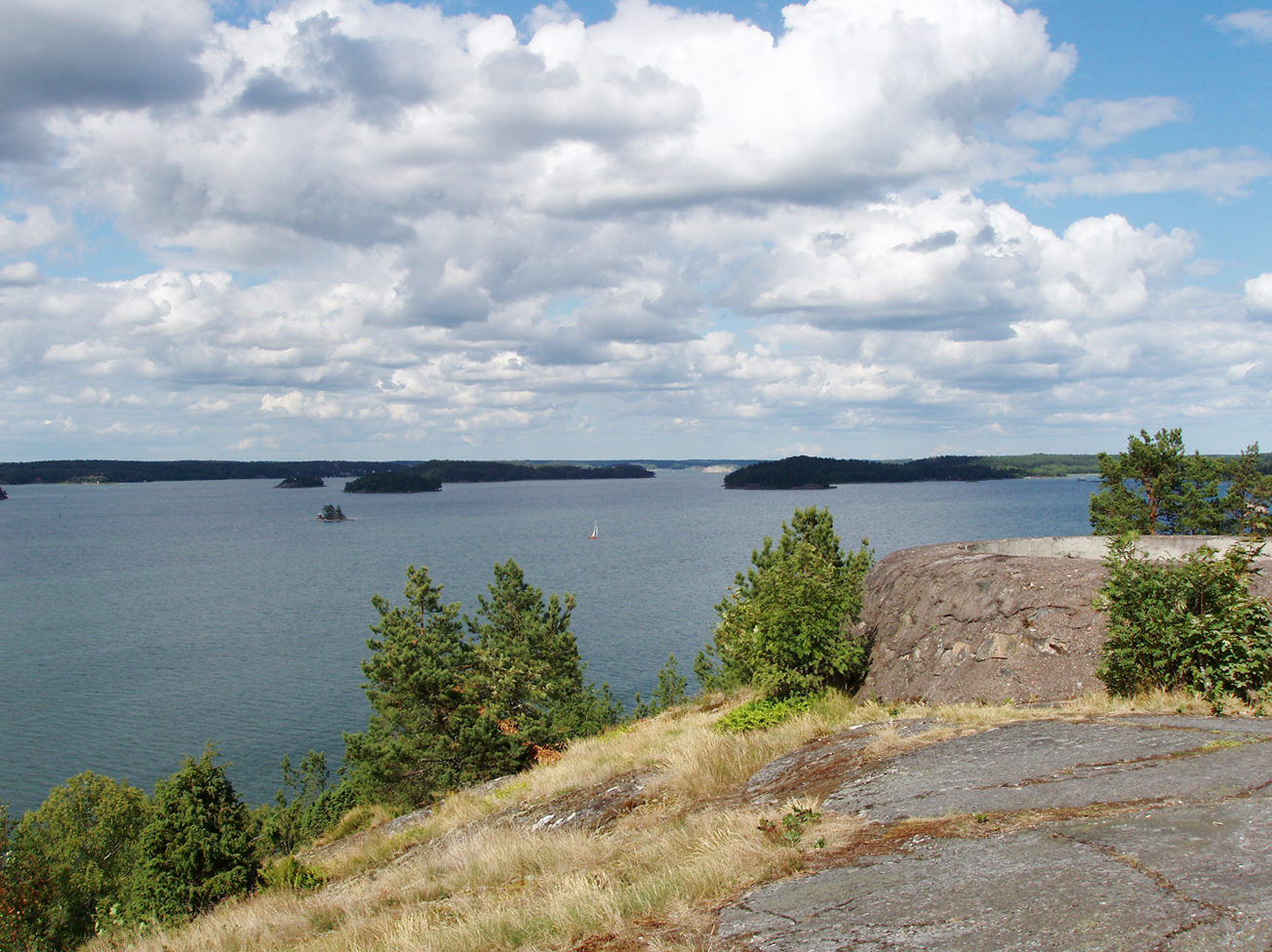
Vue de l'archipel nord de Stockholm depuis l'île de Ljusterö

La province est l'une des plus plates de tout le pays. C'est aussi l'une des provinces où l'altitude est la plus basse, avec 70 % de la surface à moins de 35 m d'altitude. Les points les plus hauts, Malmberget et Hjortmossberget, sont situés à l'ouest, culminant autour de 111 m d'altitude. La partie nord et centrale sont les sections les plus plates, correspondant géologiquement à une pénéplaine sub-cambrienne. Après le retrait des glaciers, une grande partie de ces terrains se retrouvèrent sous la mer, et des sédiments s'y accumulèrent. À la faveur du rebond post-glaciaire, ces zones ont progressivement émergé. Au contraire, les rives du lac Mälar et la côte du Roslagen sont plus vallonnées. Ces régions ont un paysage appelé en Suède Sprickdalslandskap : un paysage découpé de nombreuses petites vallées de fracture, c'est-à-dire formées par l'érosion de fissures et de failles dans le socle rocheux. Ces petites vallées se traduisent dans le paysage par une côte très découpée, avec de nombreux îles et îlots ainsi que des baies ou fjärd. Les îles de la côte du Roslagen constituent la partie nord de l'archipel de Stockholm. Une autre caractéristique de la province est la présence d'eskers, qui peuvent atteindre une hauteur de 30 m au-dessus du paysage environnant. Parmi les plus notables, on trouve Uppsalaåsen, qui traverse toute la province selon un axe nord-sud.

### Climat
Du fait de sa situation près de la mer, l'Uppland a un climat relativement océanique, en particulier dans les sections est et nord. La température moyenne de juillet est de 16 °C et celle de janvier est −2 °C sur la côte et −4 °C dans les terres. Les précipitations sont assez faibles, avec au sud et le long de la côte entre 450 et 500 mm, et entre 550 et 600 mm au nord.
| Mois                     | jan. | fév. | mars | avril | mai  | juin | jui. | août | sep. | oct. | nov. | déc. | année |
| ------------------------ | ---- | ---- | ---- | ----- | ---- | ---- | ---- | ---- | ---- | ---- | ---- | ---- | ----- |
| Température moyenne (°C) | −4,2 | −4,3 | −0,7 | 4,1   | 10,4 | 15   | 16,4 | 15,2 | 10,9 | 6,4  | 1,2  | −2,6 | 5,6   |
| Précipitations (mm)      | 37,9 | 26,9 | 27,9 | 29    | 32,7 | 44,8 | 75,1 | 64,8 | 59,2 | 50,3 | 52,2 | 43,4 | 544,4 |

### Hydrologie
Le plus important cours d'eau de la région est le Dalälven, qui longe la frontière nord et se jette dans la mer Baltique. Plus précisément, la région se trouve dans la partie appelé Bas-Dalälven, où le fleuve inonde de vastes surfaces appelées fjärds tels que le Färnebofjärden. Hormis ce fleuve, la région est caractérisée par des cours d'eau mineurs, le plus notable étant la rivière Fyrisån, se jetant dans le lac Mälar. La région compte aussi quelques lacs, le plus important étant le lac Mälar, à la frontière sud, ou encore Tämnaren et Erken, les deux plus grand lacs entièrement situés en Uppland. Enfin, dans les zones les plus plates, tout particulièrement au nord et nord-ouest, les tourbières sont assez répandues, telle que Florarna.

### Milieu naturel

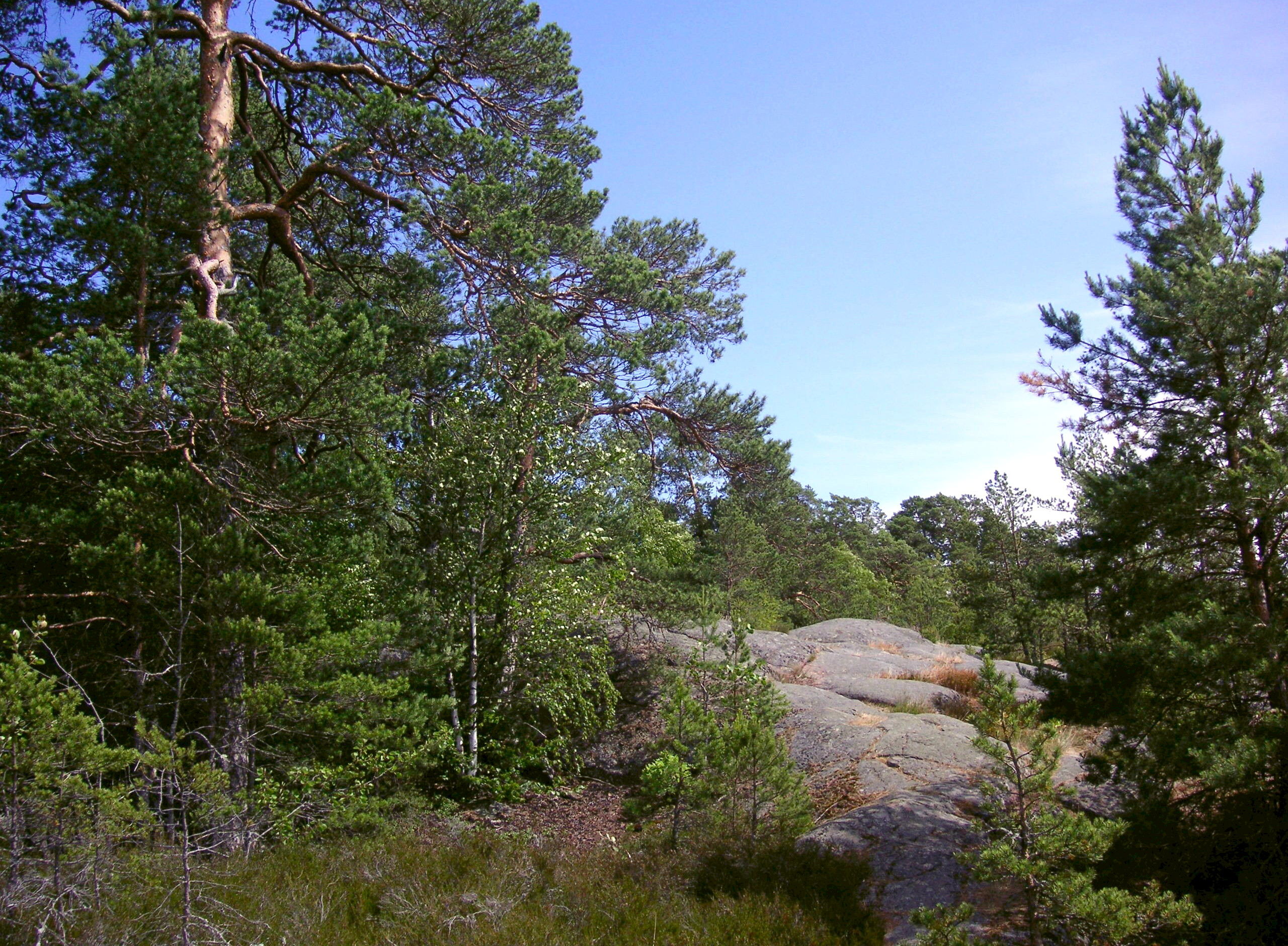
Forêt de pin sur les sols rocheux de la réserve naturelle de Grimsta, dans la commune de Stockholm

La faune et la flore de la province font partie des plus riches et des plus variées de Suède. Ceci s'explique en partie par les différents types de sols que l'on y trouve, ainsi que par sa présence près du Limes Norrlandicus, la frontière biologique assez nette entre le sud et le nord qui suit approximativement la partie basse du cours du Dalälven.
Les grandes plaines fertiles de l'Uppland sont en grande partie cultivées, mais des zones boisées subsistent sur les sections les plus hautes. La forêt est principalement une forêt de conifères, typiquement d'épicéa commun (Picea abies), mais aussi de pin sylvestre (Pinus sylvestris). Il y a cependant aussi des forêts de feuillus ou mixtes, avec des bouleaux et des trembles (Populus tremula) mais aussi les essences plus nobles, comme l'orme de montagne (Ulmus glabra), le frêne élevé (Fraxinus excelsior), le chêne pédonculé (Quercus robur) et le noisetier (Corylus avellana). Il existe aussi un certain nombre de prairies, dont la plus célèbre est Kungsängen, près d'Uppsala.
La faune compte environ 40 espèces de mammifères. En particulier, parmi les espèces menacées, le lynx boréal (Lynx lynx) a fait son retour dans la région et la loutre d'Europe (Lutra lutra) est encore présente à certains endroits. La province est aussi très riche en oiseaux, avec 340 espèces observées, dont 180 nichant régulièrement. Il y a en particulier d'importantes concentrations près des lacs de plaine (plus riches en nutriments) ou des tourbières de la région.
Autour du Bas-Dalälven, certaines reliques de forêts primaires ont subsisté, expliquant la présence d'un grand nombre d'insectes, en particulier de coléoptères dont le Cucujus vermillon (Cucujus cinnaberinus) et de toutes les espèces suédoises de pics.

## Histoire

### Préhistoire

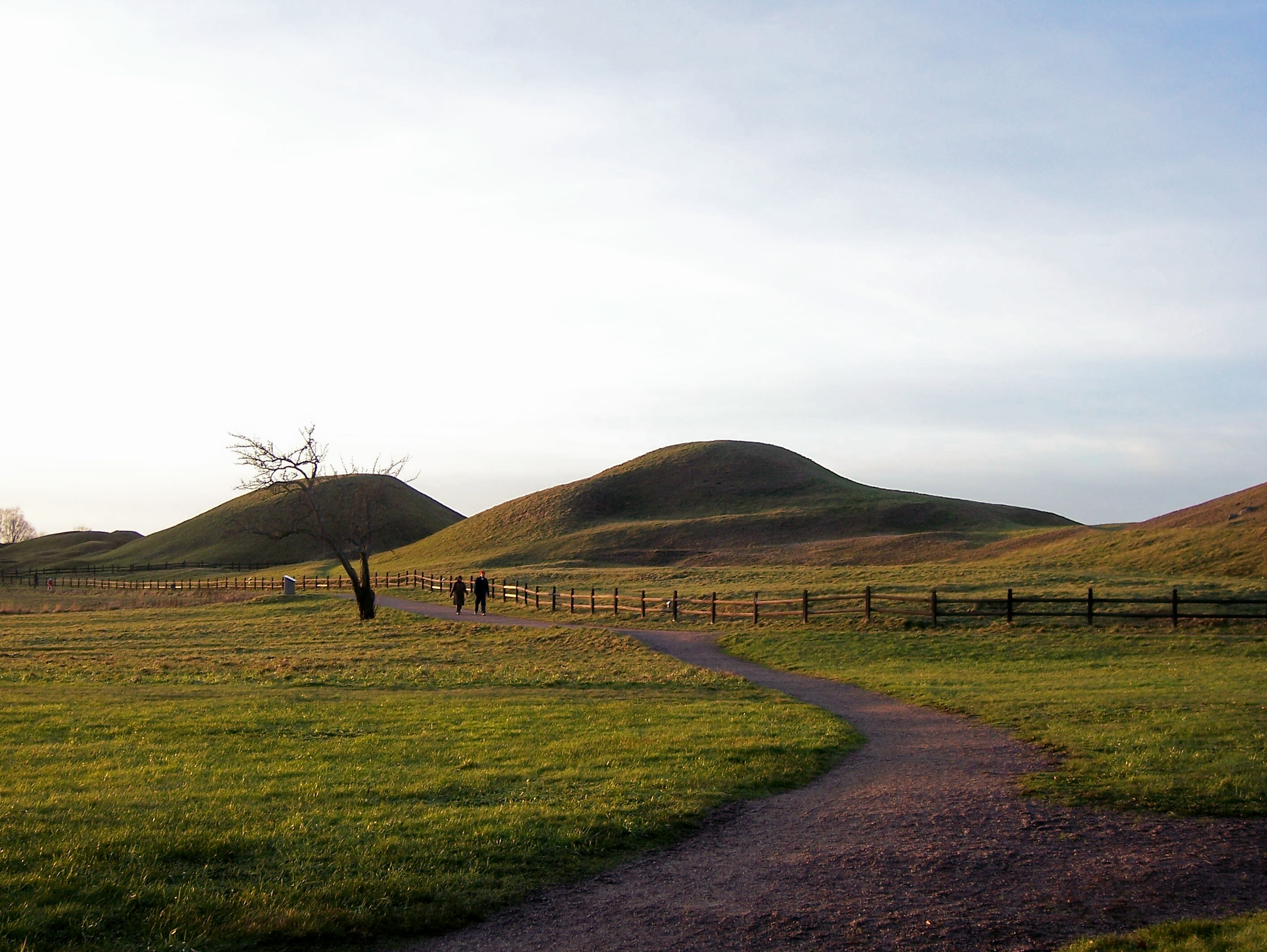
Les tertres funéraires de Gamla Uppsala

L'Uppland est la province la plus riche en vestiges préhistoriques du Svealand. Environ 150 000 ont été répertoriées, surtout des tombes (tumulus, cromlechs ou cairns) de l'âge du bronze et de l'âge du fer mais aussi un grand nombre de pétroglyphe de l'âge de bronze, des forteresses et des pierres runiques. La province est aussi considérée comme étant le site d'origine des Suiones, puissante tribu germanique à l'origine du royaume suédois.
Du fait du rebond post-glaciaire, les habitations datant du mésolithique (7500-4000 av. J.-C.) sont situées dans les zones les plus élevées à l'ouest de la province. Entre le néolithique et l'âge de bronze, une grande baie traverse la partie centrale de la province, permettant de naviguer jusqu'au nord de l'actuel Uppsala. C'est près de ce chenal que fut construit le grand tumulus de Hågahögen, dont les riches offrandes indiquent probablement des contacts avec les civilisations scandinaves du sud. Les habitations de l'âge de bronze, indiquées par la présence de monticules de cendres, sont, quant à elles, surtout situées dans le centre de l'Uppland, et tout particulièrement autour d'Uppsala. Cependant, on trouve aussi un certain nombre de gravures rupestres de l'époque concentrées autour de l'actuel Enköping. Les habitations de l'époque était de type maison-longue, regroupées en petits villages. Avec l'arrivée de l'âge du fer, le nombre de vestiges augmente fortement, ce qui a permis des reconstructions détaillées des motifs de peuplement et leur évolution.
À l'âge de Vendel, les bateaux-tombes se multiplie, dont en particulier à Vendel (dans la commune de Tierp), qui a donné son nom à cette époque. Les grands tertres funéraires de Gamla Uppsala, de la même époque, montrent la centralisation du pouvoir dans la région. Les découvertes à Birka ne font que confirmer ceci.

### Moyen Âge

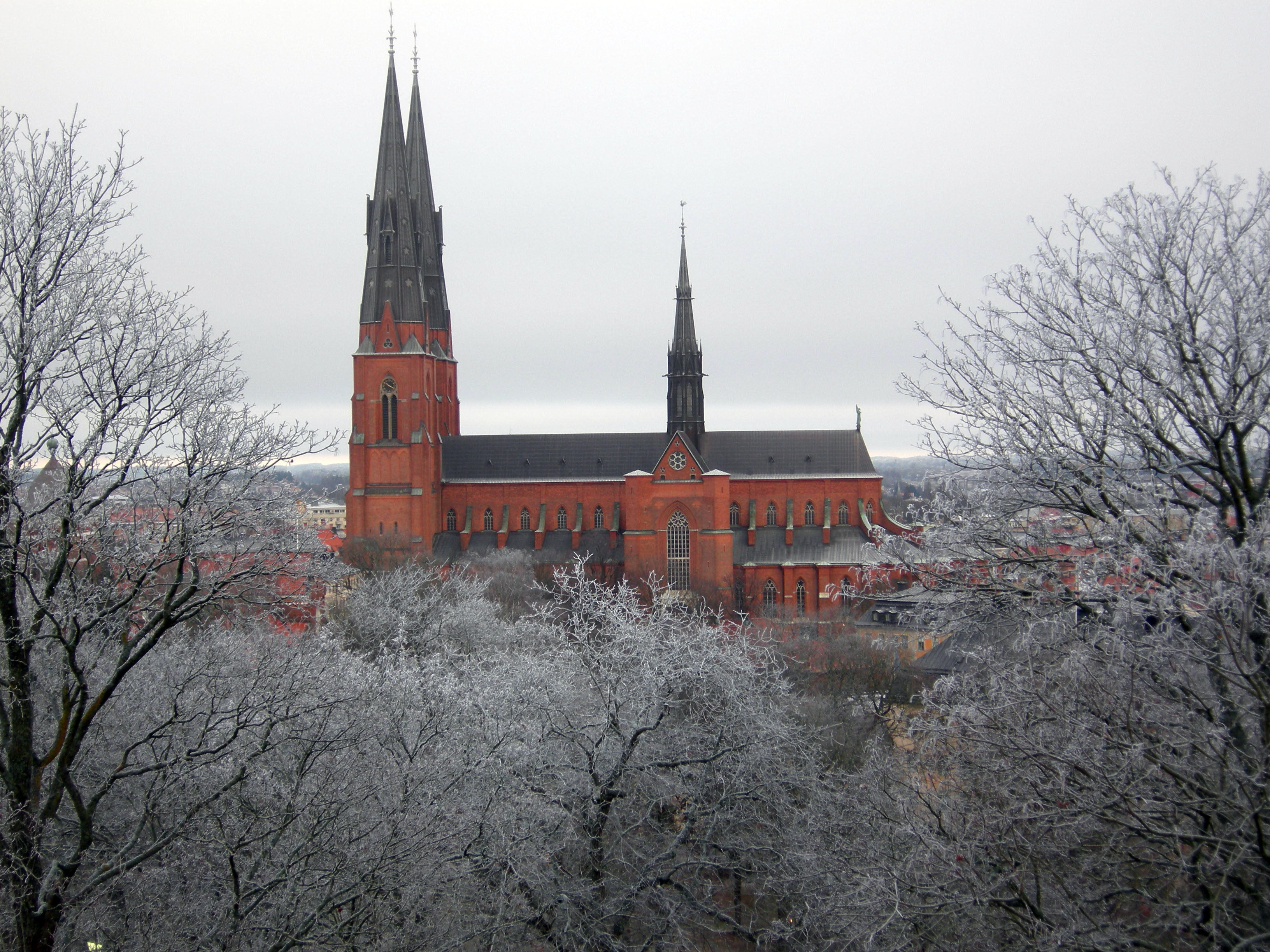
La cathédrale d'Uppsala, siège de l'archevêché de Suède depuis le Moyen Âge

Les documents indiquent que l'Uppland était déjà une entité définie en 1296, mais la date exacte est probablement plus ancienne. La région possédait alors sa propre assemblée politique. Elle était divisée en trois Folkland : Attundaland, Tiundaland et Fjädrundaland. Contrairement à la plupart des autres provinces, l'Uppland n'avait pas son propre missionnaire, ce qui confirme qu'elle fut christianisée tardivement, les croyances nordiques étant très fortes, avec Gamla Uppsala comme centre religieux. La christianisation eut lieu par le sud-ouest, et s'étendit vraisemblablement jusqu'au XIIe siècle. Le siège de l'évêché fut d'abord installé en 1120 à Sigtuna mais fut transféré probablement dès 1130 à Gamla Uppsala. En 1164, l'évêque de Gamla Uppsala fut élevé archévêque de Suède, ce qui confirme que la religion catholique était maintenant fermement installée dans la région.
Durant tout le Moyen Âge, l'Uppland joua un rôle important dans les conflits de succession au trône. En particulier, le droit d'élire le roi était entre les mains des trois Folkland, et l'élection avait lieu au niveau de la pierre de Mora, à 10 km au sud-ouest d'Uppsala. Le roi devait ensuite se rendre dans les différentes autres provinces (ce trajet prenait le nom d'Eriksgata) pour se faire accepter et devenir ainsi le roi de toute la Suède.

### Industrialisation
L'industrialisation de la province se fit surtout par l'intermédiaire de la production de fer, par exemple dans la mine de Dannemora. Entre les XVIIe et XIXe siècles, avec l'aide d'ouvriers originaires d'Allemagne puis de Wallonie (Wallons de Suède), sous la direction de la famille de Louis De Geer, cette industrie prit une importante dimension à l'échelle tant nationale qu'internationale. Cette industrie déclina pour la majeure partie au XXe siècle, et les restes se concentrent surtout dans les alentours des grandes villes de la région (Stockholm, Enköping et Uppsala).

## Culture et patrimoine

### Architecture

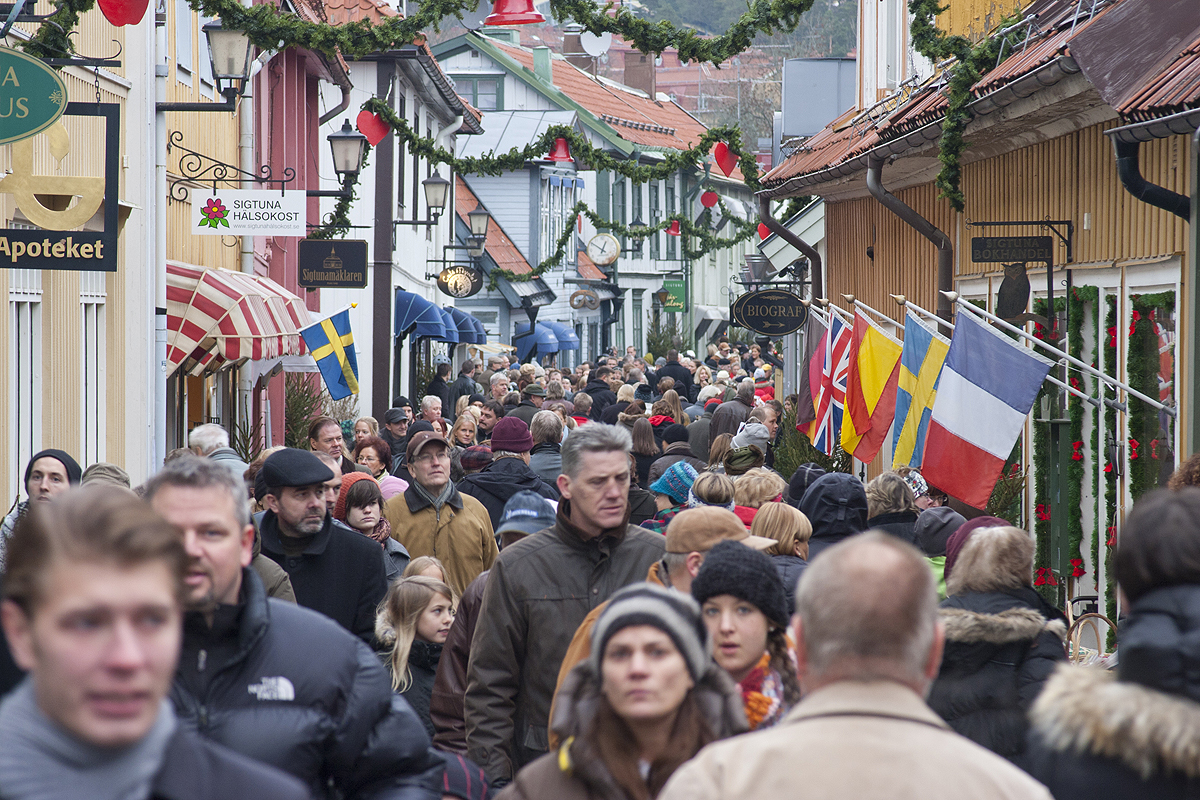
Rue cernée de bâtiments traditionnels à Sigtuna, à l'approche de noël

L'architecture de l'Uppland est assez contrastée, avec d'un côté des petits villages agricole et de l'autre une architecture riche liée à la présence des grands centres de pouvoir suédois.
Parmi les bâtiments les plus anciens, ce sont surtout les églises en pierre qui dominent : des églises rondes, à une tour du côté oriental ou plus fréquemment des églises sans tour. On trouve aussi cependant des maisons fortifiées du Moyen Âge tardif.
Avec l'importante croissance économique à partir du XVIe siècle et la centralisation du pouvoir royal à Stockholm, l'Uppland se pare de nombreux châteaux et manoirs, avec comme exemples marquants le château royal de Drottningholm, classé patrimoine mondial, ou pour la noblesse le château de Skokloster. Parmi les constructions caractéristiques de la même époque, on note aussi les grandes forges et leur dépendances, comme Lövstabruk, Österbybruk, etc. Les villes étaient peu nombreuses et de tailles modestes, à l'exception d'Uppsala. Plusieurs ont conservé leur caractère traditionnel, telles que Norrtälje et Öregrund.

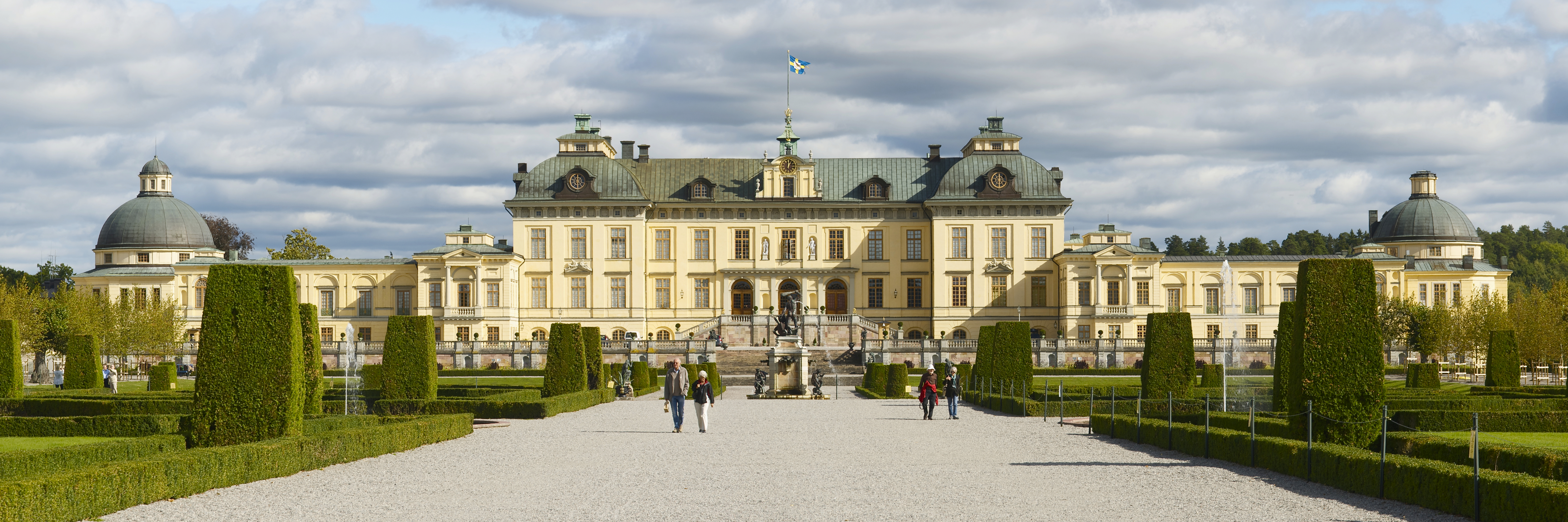
Le château de Drottningholm

### Dialecte
La langue parlée dans l'Uppland est très proche du suédois standard. On note cependant quelques variations d'un bout à l'autre de la province et il est possible de distinguer trois régions linguistiques, correspondant aux trois folklands : Tiundaland, Attundaland och Fjädrundaland. Par exemple, dans le Tiundaland, à l'instar des dialectes du nord suédois, les consonnes sont souvent plus douces, tandis qu'elles sont au contraire plus dures dans l'Attundaland et le Roslagen. C'est dans le Fjädrundaland que la langue se rapproche le plus du suédois standard.